# Huntsville (Utah)
Huntsville é uma cidade  localizada no estado norte-americano de Utah, no Condado de Weber.

## Demografia
Segundo o censo norte-americano de 2000, a sua população era de 649 habitantes.
Em 2006, foi estimada uma população de 650, um aumento de 1 (0.2%).

## Geografia
De acordo com o United States Census Bureau tem uma área de
1,9 km², dos quais 1,7 km² cobertos por terra e 0,2 km² cobertos por água. Huntsville localiza-se a aproximadamente 1508 m acima do nível do mar.

## Localidades na vizinhança
O diagrama seguinte representa as localidades num raio de 20 km ao redor de Huntsville.